# Eurylaime à capuchon
Eurylaimus ochromalus
Espèce
Statut de conservation UICN

 NT  : Quasi menacé
L'Eurylaime à capuchon (Eurylaimus ochromalus) est une espèce de passereau appartenant à la famille des Eurylaimidae.

## Description
L'eurylaime à capuchon a une taille de 15 cm.

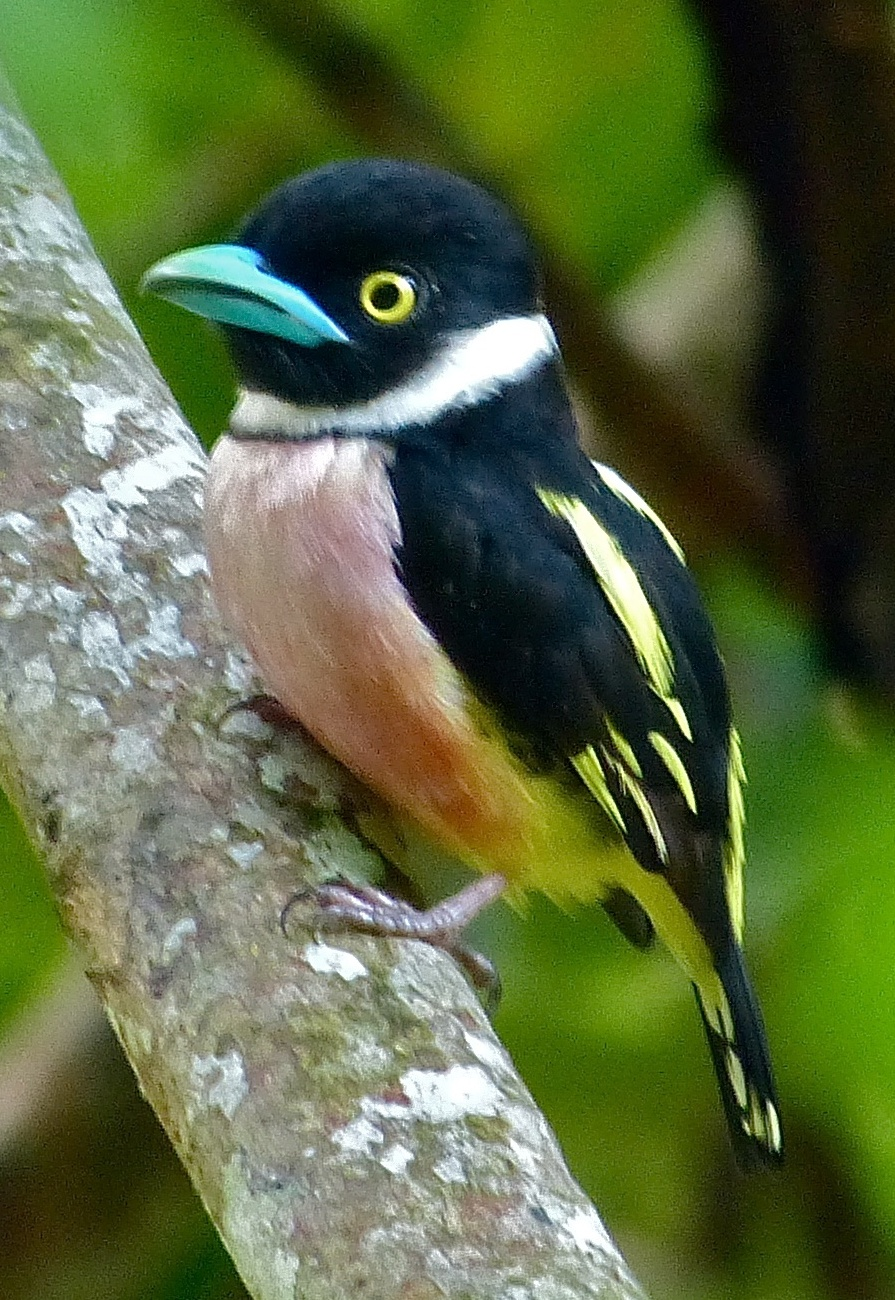

Il a une tête noire, un bec entièrement bleu, un collier blanc caractéristique autour du cou, une poitrine rosée et un bas du ventre jaune, un dos, des ailes et une queue noirs et jaunes.

## Distribution
On trouve cet oiseau en Birmanie, en Thaïlande, en Malaisie, à Singapour et en Indonésie.

## Habitat
Ce mangeur d'insectes vit en groupe dans les étages supérieurs et intermédiaires de la forêt tropicale.

## Liens externes

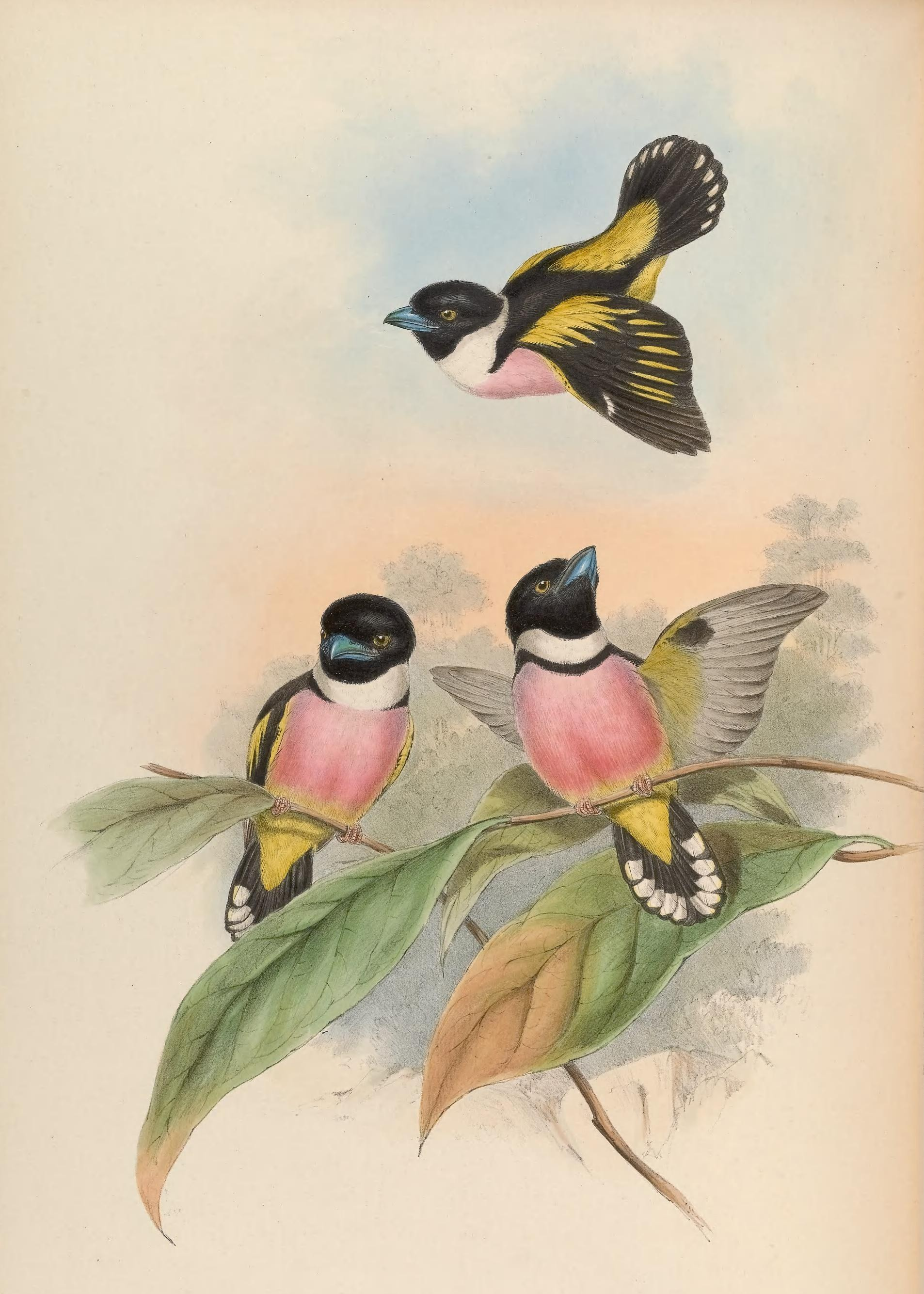
Planche de John Gould